# Список затриманих активістів Євромайдану
Список затриманих активістів Євромайдану включає неповний перелік людей захоплених міліцією та іншими структурами у зв'язку з протестами в Україні. Цей список було скомпоновано на основі інформації кореспондентів Радіо Свобода, сайту lb.ua та інших медіаресурсів, а також активістів «Євромайдан SOS».

## А
- Абрамян Рудольф, таксист, затриманий разом з автомайданівцями. Міра запобіжного заходу, визначена Оболонським судом[хто?] Києва, — два місяці тримання під вартою. Дружина Юлія Абрамян розповіла «5 каналу», що він лише виконував замовлення від клієнтів — віз пасажирів з Лісового масиву в центр міста в ніч проти 23 січня. Його автівку знайшли потрощеною.
- Андрійчук Степан, 65 років, інвалід третьої групи, має хворі ноги. Міра запобіжного заходу, визначена Оболонським судом[хто?] Києва, ˗ два місяці тримання під вартою. Приїхав на свято Соборності, прийшов на Грушевського. Депутат від «Батьківщини» Лілія Гриневич розповіла, що його там просто схопили, коли чоловік спостерігав за подіями.

## В
- Володько Сергій, 20 років, родом із Рівненської області. Міра запобіжного заходу, визначена Оболонським судом Києва, ˗ два місяці тримання під вартою. Інформація «Євромайдан SOS».

## Г
- Гаврилів Мар'ян, фотограф зі Львова. Оболонський райсуд Києва присудив йому два місяці ув'язнення, бо його затримали на вулиці Грушевського.[3]
- Гаврилів Омелян, автомайданівець. Міра запобіжного заходу, визначена Оболонським судом Києва, — два місяці тримання під вартою, повідомило espreso.tv.
- Горський Микита, автомайданівець. Міра запобіжного заходу, визначена Дарницьким судом Києва, — два місяці тримання під вартою, повідомив «Євромайдан SOS». Хлопця обвинувачують у нападі на «Беркут».

## Д
- Давидяк Віктор, 20 років, студент, родом зі Львова. Міра запобіжного заходу ˗ два місяці тримання під вартою. На засідання Оболонського суду привезли з лікарні, на той момент дуже погано почувався, побита спина, за інформацією «Євромайдан SOS». З суду повезли в СІЗО.
- Дзиндзя Андрій, активіст і журналіст «Дорожнього контролю». Міра запобіжного заходу ˗ два місяці тримання під вартою. Затриманий 5 грудня у зв'язку з подіями на Банковій 1 грудня. Його звинувачують у викраданні грейдера, яким намагалися штурмувати будівлю Адміністрації президента. При затримання, за словами іншого активіста, що з ним перебував, Олександра Куліковського, був побитий.
- Дидик Нестор, автомайданівець. Міра запобіжного заходу, визначена Оболонським судом Києва, ˗ два місяці тримання під вартою. Інформація «Євромайдан SOS».
- Дишкант Юхим, 25 років, поет, автор книг «Мріяла вишнями вулиця», «Гітарна кров» та «Рам'я». Міра запобіжного заходу, визначена суддею Дарницького суду Києва Наталею Кириченко, ˗ два місяці тримання під вартою. Суд відмовився заслуховувати свідків захисту, слухав лише свідків обвинувачення ˗ трьох беркутівців, повідомила «Українська правда». Вранці 20 січня Юхим разом з друзями йшов пішки додому з Майдану. Неподалік від меморіалу Голодомору до них підійшли 10-15 так званих тітушок і почали бити. Після цього ті, хто бив, заявили, що викликають міліцію. Натомість на місце події прибув мікроавтобус з «Беркутом» і забрав побитих активістів до міліції. Сторона обвинувачення інкримінує порушення статей Кримінального кодексу щодо організації та участі в масових заворушеннях.

## Ж
- Житній Дмитро, 44 роки. Міра запобіжного заходу, визначена Оболонським судом Києва, — два місяці тримання під вартою. Був побитий. Інформація «Євромайдан SOS».

## З
- Зелинський Сергій, автомайданівець, 31 рік. Міра запобіжного заходу, визначена Оболонським судом Києва, — два місяці тримання під вартою. Інформація «Євромайдан SOS».
- Зуховський Сергій, 18 років, з села Леськи Черкаського району. Його нібито затримали разом з іншими мітингувальниками під Черкаською ОДА. Мати хлопця бачила його на відео з місця подій, хлопець ніс поранену дівчину до карети швидкої, після цього його нібито й затримали. Мати Тетяна Духовська шукає його й просить міліцію показати, що син живий, пише Gazeta.

## І
- Іванюк Андрій, студент університету Карпенка-Карого. Міра запобіжного заходу, визначена Деснянським судом Києва, ˗ місяць тримання під вартою. В університеті наголошують, що до подій у ніч на 20 січня не мав жодного стосунку. За версією обвинувачення у ніч на 20 січня брав активну участь у масових заворушеннях на вулиці Грушевського. За словами друзів, при затримання били в голову, вимагали зізнатися, з якої партії.

## Л
- Ленець Андрій, автомайданівець, 41 рік. Міра запобіжного заходу, визначена Оболонським судом Києва, ˗ два місяці тримання під вартою. За словами очевидців, після побиття «Беркутом» ледве пересувається, вибиті зуби. Інформація «Євромайдан SOS».
- Лісовенко Андрій, активіст Євромайдану, 43 роки. Міра запобіжного заходу, визначена Оболонським судом Киває, — два місяці тримання під вартою. Перед тим, як був затриманий, поїхав забрати поранених з лікарні й не повернувся. Пізніше з'ясувалося, що його затримали разом з автомайданівцями. Машина потрощена. Після затримання потрапив до лікарні, був побитий. Інформація «Євромайдан SOS».

## К
- Кобзар Ігор, автомайданівець. Міра запобіжного заходу, визначена Дарницьким судом Києва, — два місяці тримання під вартою. Висувають обвинувачення, за якими загрожує від 2 до 6 років позбавлення волі, повідомив депутат від УДАРу Олександр Мочков.
- Ковальов Вадим, студент університету Карпенка-Карого. Міра запобіжного заходу, визначена Оболонським судом Києва, ˗ два місяці (до 20 березня) домашнього арешту в гуртожитку. В університеті наголошують, що до подій у ніч на 20 січня не мав жодного стосунку. За версією обвинувачення у ніч на 20 січня брав активну участь у масових заворушеннях на вулиці Грушевського. За словами друзів, при затримання били в голову, вимагали зізнатися, з якої партії. За інформацію LB.ua, до суду його шпиталізували зі струсом мозку, хлопцю тричі викликали швидку, але це не завадило прокурорам та суду винести його справу на розгляд.
- Ковальчук Артур, 29 років, випускник «Острозької Академії» та Kyiv School of Economics, молодший науковий співробітник Інституту економічних досліджень та політичних консультацій. Міра запобіжного заходу, визначена Голосіївським судом Києва, — два місяці тримання під вартою. Був затриманий «Беркутом» разом з поетом Юхимом Дишкантом та музикантом і культурологом Дмитром Москальцем вранці 20 січня не на Грушевського, а за кілька зупинок від тієї вулиці ˗ біля меморіалу Голодомору. Перед цим його побили так звані тітушки, йому зламали носа. Інкримінують порушення статей Кримінального кодексу щодо організації масових заворушень.
- Костур Олександр, 21 рік, студент ПНУ ім. В. Стефаника в Івано-Франківську, родом з міста Долина Івано-Франківської області, напівсирота, батько — інвалід І групи. Затриманий «Беркутом» 22 січня близько 13:00 години під час атаки силовиків на Грушевського. Міра запобіжного заходу: два місяці тримання під вартою. 27 січня Сашка перевели в Лук'янівське СІЗО. Розгляд апеляції двічі переносили, засідання мало відбутись 14 лютого о 10:20 годині. Але 12 лютого прокуратура подала клопотання про термінове засідання суду щодо зміни запобіжного заходу. Відтак, 12 лютого Костура звільнили у залі — під домашній арешт з 20:00 до 7 ранку до суду — 23 березня.
- Котляр Андрій, студент університету Карпенка-Карого. Міра запобіжного заходу, визначена Оболонським судом Києва, — два місяці (до 20 березня) домашнього арешту в гуртожитку. В університеті наголошують, що до подій у ніч на 20 січня не мав жодного стосунку. За версією обвинувачення у ніч на 20 січня брав активну участь у масових заворушеннях на вулиці Грушевського. За словами друзів, при затримання били в голову, вимагали зізнатися, з якої партії.
- Кравцов Олександр, автомайданівець. Міра запобіжного заходу — два місяці тримання під вартою. За словами депутата «Батьківщини» Павла Петренка, після затримання «Беркут» кілька годин тримав на колінах на снігу, примушував кричати «Слава Беркуту». Машину затриманого, за його словами, оглядали через п'ять годин після того на подвір'ї Оболонського РУ МВС, де зафіксували в багажнику бити й каски. Обвинувачують у тарані й нападі на машину «Беркуту» (до 6 років позбавлення волі).
- Кудінов Антон, журналісту телеканала «Прихована правда». Суддя Калініченко О. Б. дала Антону 2 місяці в СІЗО за те, що він пішов до беркуту з білим прапором, а ті заламали йому руки і затягнули до себе.[4] Як зазначають активісти, «Антона зранку і цілий день 23 січня аж до 21:00 ніхто так не годував, протримали спочатку в холодному автозаку, а потім в „клітці“ аж до 21:30 в суді, морили голодом, холодом, не давали води, і навіть не виводили до туалету».

## М
- Майборський Віталій, родом з Калуша. Міра запобіжного заходу, визначена Оболонським судом Києва, — домашній арешт, за інформацією «Євромайдан SOS». Адвокат оскаржує рішення, наголошує, що застосування й такого запобіжного заходу є безпідставним.
- Мандич Олександр, автомайданівець, 30 років. Міра запобіжного заходу, визначена Оболонським судом Києва, — два місяці тримання під вартою. Інформація «Євромайдан SOS».
- Мартиненко Сергій, автомайданівець, 26 років. Міра запобіжного заходу, визначена Оболонським судом, ˗ два місяці тримання під вартою. Інформація «Євромайдан SOS».
- Мисяк Ігор, 20 років. Міра запобіжного заходу, визначена Оболонським судом Києва, — два місяці тримання під вартою. Інформація «Євромайдан SOS».
- Москалець Дмитро, 28 років, культуролог, музикант, організатор фестивалю провінційного кіна «КУ-КУ-ЛЯ» та співавтор проекту «У затінку дівчат-квіток». Міра запобіжного заходу ˗ два місяці тримання під вартою. Був затриманий «Беркутом» разом з поетом Юхимом Дишкантом та науковим співробітником Інституту економічних досліджень і політичних консультацій Артуром Ковальчуком вранці 20 січня не на Грушевського, а за кілька зупинок від тієї вулиці — біля меморіалу Голодомору. Наголошує, що вони не брали участі у сутичках на Грушевського. Перед затриманням «Беркутом» їх побили так звані тітушки. Ті вимагали від активістів «віддати арматуру, балони», але серед особистих речей активістів нічого з цього не було. Інкримінують порушення статей Кримінального кодексу щодо організації масових заворушень.

## Н
- Ниськогуз Михайло, 17-річний студент Чернівецького економічного коледжу, бійці Беркуту його схопили коли Михайло робив фото й потягли до Маріїнського парку. Михайло розповів, що беркутівці повели його крізь «живий коридор» з 40-50 людей, кожен з яких його бив.[5] За словами хлопця, його «били ногами, руками, різали ножем, а також оббризкали перцевим газом». Беркутівці хотіли відвезти його у відділок, але лікарі вимагали, щоб Михайла відвезли до лікарні. Рапорт про затримання надавав заступник командира «Беркуту» у Харківській області Василенко.[5] 22 січня суд постановив залишити хлопця під домашнім арештом на 2 місяці.[5]

## О
- Окулов Данило, студент університету Карпенка-Карого. Міра запобіжного заходу, визначена Оболонським судом Києва, — два місяці (до 20 березня) домашнього арешту в гуртожитку. В університеті наголошують, що до подій у ніч на 20 січня не мав жодного стосунку. За версією обвинувачення у ніч на 20 січня брав активну участь у масових заворушеннях на вулиці Грушевського. За словами друзів, при затримання били в голову, вимагали зізнатися, з якої партії.
- Остапієнко Денис. Запобіжний захід, визначений Оболонським судом, ˗ два місяці тримання під вартою. (espreso.tv.)
- Осадчий Олег В'ячеславович,18 років

2 доби не виходить на зв'язок і не з'являється вдома.
Постійно їздив на майдан і був записаний до правого сектора.
Хто має якусь інформацію про місце його перебування, телефонуйте, будь ласка, на номер батька 066-347-28-28 (В'ячеслав Анатолійович)

## П
- Пальоха Ігор, автомайданівець. Міра запобіжного заходу, визначена Оболонським судом, ˗ два місяці тримання під вартою. Їхав допомогти тим, хто повідомив, що потрапив у засідку «Беркуту». За інформацією «Євромайдан SOS», він є одним із тих, кого спецпризначенці найтяжче побили.
- Пасічник Микола, 72 роки, родом з Вінниччини. Міра запобіжного заходу, визначена Оболонським судом Києва, — два місяці тримання під вартою. При затриманні на Грушевського вилучили рибу, сало і хліб. Заарештували за кидання каміння у бік «правоохоронців».
- Попович Василь, затриманий на Грушевського. Міра запобіжного заходу, визначена Оболонським судом Києва, — домашній арешт. Інформація «Євромайдан SOS».
- Пужак Ярослав, автомайданівець, 19 років. Міра запобіжного заходу, визначена Оболонським судом Києва, — два місяці тримання під вартою. Інформація «Євромайдан SOS».

## Р
- Рубцов Денис, автомайданівець. Міра запобіжного заходу, визначена Дарницьким судом Києва, — два місяці тримання під вартою. Депутат від УДАРу Олександр Мочков перебував на судовому засіданні й повідомив, що «Беркут» дуже побив активіста. Йому наклали 17 швів на голові, має струс мозку та гематоми. Висувають обвинувачення, за якими загрожує від 2 до 6 років позбавлення волі.

## С
- Савич Максим, активіст Євромайдану, родом з Рівного, зник 23 січня після 16.00 у Києві разом з Іваном Мартиновим. Доля Івана досі невідома, а мамі Максима слідчий повідомив, що хлопець знаходиться у Деснянському РОВД і його мають везти в лікарню, однак потім він має з'явитись у міліції.[6]
- Сайдаков Дмитро, автомайданівець. Міра запобіжного заходу, визначена Дарницьким судом Києва, — два місяці тримання під вартою. Висувають обвинувачення, за якими загрожує від 2 до 6 років позбавлення волі.
- Салига Олексій, автомайданівець, 29 років. Міра запобіжного заходу, визначена Оболонським судом Києва, — два місяці тримання під вартою. Інформація «Євромайдан SOS».
- Сергієнко Денис, автомайданівець, родом з Луганщини, 32 роки. Міра запобіжного заходу, визначена Оболонським судом Києва, — два місяці тримання під вартою. За інформацією «Євромайдан SOS», дуже побитий, автівка фактично знищена. Espreso.tv повідомило, що участі в акції Автомайдану не брав.
- Симонов Сергій, затриманий на Грушевського. Міра запобіжного заходу, визначена Оболонським судом Києва, — домашній арешт. Інформація «Євромайдан SOS».
- Слівінський Василь, родом з Калуша. Міра запобіжного заходу, визначена Оболонським судом Києва, — цілодобовий домашній арешт, повідомив Євромайдан SOS. Був затриманий 22 січня на Європейській площі в Києві, поруч з готелем «Дніпро».
- Смалій Віктор, адвокат затриманого активіста «Дорожнього контролю» Андрія Дзиндзі, батько чотирьох дітей. Міра запобіжного заходу, визначена 21 грудня, — два місяці тримання під вартою. Інкримінують замах на життя судді. Колегія суддів Апеляційного суду Києва на чолі з суддею Марією Приндюк залишила Віктора Смалія в СІЗО. Суддя відома тим, що в квітні 2004 року ухвалила рішення закрити кримінальну справу проти генерала Олексія Пукача, головного фігуранта справи Георгія Гонгадзе, за фактом знищення документів, що мали відношення до розслідування справи. 21 січня суддя Дніпровського суду Києва Владислава Макарчук ухвалила рішення залишити Смалія ще на один місяць за ґратами.
- Сутик Богдан, 32 роки. Міра запобіжного заходу, визначена Оболонським судом Києва, — два місяці тримання під вартою. Інформація «Євромайдан SOS».

## Ф
- Фролов, автомайданівець. Перебуває у важкому стані в лікарні, суд його справу щодо вибору міри запобіжного заходу ще не розглядав через стан здоров'я затриманого, повідомив депутат від УДАРу Олександр Мочков.

## Х
- Холод Іван Васильович, 1960 року народження, був затриманий на Грушевського 22 січня 2014 р., вночі. За словами депутата міськради Вишневого Юрія Лісничого, Івана «доставили до Святошинського РВВС, перевели до ІТТ на Глибочицькій, потім до лікарні швидкої допомоги на лівий берег. Судили 24 січня. Святошинський райсуд. Судили без адвоката. Присудили 2 місяці як запобіжний захід».[7] Зараз він у ЛШД на лівому березі, є підозра на 3 інсульт. Рідних до нього не пускають.[7]
- Хробуст Юрій, студент університету Карпенка-Карого. Міра запобіжного заходу, визначена Оболонським судом Києва, — два місяці (до 20 березня) домашнього арешту в гуртожитку. В університеті наголошують, що до подій у ніч на 20 січня не мав жодного стосунку. За версією обвинувачення у ніч на 20 січня брав активну участь у масових заворушеннях на вулиці Грушевського. За словами друзів, при затримання били в голову, вимагали зізнатися, з якої партії.

## Ш
- Шкрабак Олександр, студент університету імені Карпенка-Карого. Міра запобіжного заходу, визначена Деснянським судом Києва, — місяць тримання під вартою. В університеті наголошують, що до подій у ніч на 20 січня не мав жодного стосунку. За версією обвинувачення у ніч на 20 січня брав активну участь у масових заворушеннях на вулиці Грушевського. За словами друзів, на Подолі до студентів під'їхали десять людей у цивільному, били їх ногами в голову і зрештою відвезли у відділок. Дорогою вимагали зізнатися, з якої вони партії.
- Шминдюк Андрій, автомайданівець. Міра запобіжного заходу, визначена Дарницьким судом Києва, ˗ два місяці тримання під вартою. Висувають обвинувачення, за якими загрожує від 2 до 6 років позбавлення волі, повідомив депутат від УДАРу Олександр Мочков.

## Порушення статутних завдань Українським Червоним Хрестом
Український Червоний Хрест на догоджання політиці пішов на порушення статутних завдань